# ランカスター (イングランド)

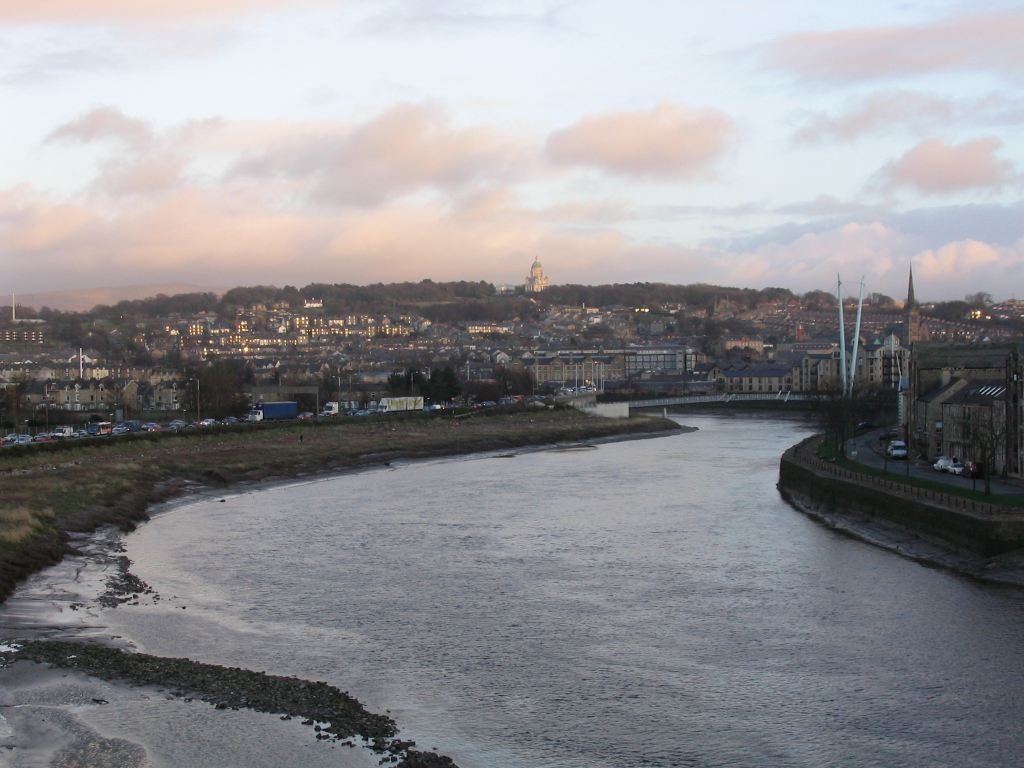
グレイハウンド橋からのランカスターとルーン川

ランカスター（Lancaster）は、イギリス・ランカシャーのシティであるシティ・オブ・ランカスターの主要エリア。市の総人口は45,952人（2001年）。ランカスター都市圏では133,914人の人口がある。長くランカシャーの商業・文化・教育の中心地となってきた。かつてのイングランド王家の一つランカスター家はランカスター公の称号に由来する。現在ランカスター公の称号を保持しているのはチャールズ3世国王で、ランカシャーに広大な所領を保有している。

## 歴史
ランカスター城は13世紀に一部が建てられ、エリザベス1世が拡張し、古代ローマ帝国の要塞跡に建つ。城は、1612年の悪名高いペンドル魔女裁判の場所でもある。城に置かれた法廷はロンドン以外の場所で最も多い人々を絞首台に送ったため、「縛り首の町」というあだ名で呼ばれた。
ランカスターの名前の由来は、城の名前に由来する。町のそばを流れるルーン川（古いケルト語が語源）にも由来する。ルーンの城の町という意味の古い名前「ロンカストラ」（Loncastra）が転訛してランカスターとなった。
ランカスター家の紋章は赤バラであり、ランカシャー州花のレッド・ローズ・オブ・ランカスター種は、白バラであるヨーク家の紋章と似ている。これらの名前の由来は15世紀の内戦、ばら戦争時代からのものである。
近年、「ばらの争い（Wars of the Roses）」はランカシャーとヨークシャーのスポーツ試合の中でライヴァル同士を表す言葉となってきた（都市としてのランカスターとヨークの争いではない）。毎年開催されるランカスター大学・ヨーク大学の競技大会は「ローゼス・トーナメント」として、1965年の二大学間のボート・レースから始まり現在に至っている。2007年度はヨーク大学の勝利であった。
ランカスターは1193年に商業の町として最初の特権が与えられたが、市に昇格するのは1937年まで待たねばならなかった。市にある建築物の多くは19世紀からのもので、イギリスでも有数の活発な港となってからだった。ランカスター港は、イギリスで第4位の奴隷貿易港だったのである。しかし港の繁栄は短期間で、川からの沈泥で港が埋まり始めてから衰退を迎えた。モアカム、グラッソン・ドック、サンダーランド・ポイントは、この繁栄の時代にできた村である。ヘイシャムが現在地域の主要港である。

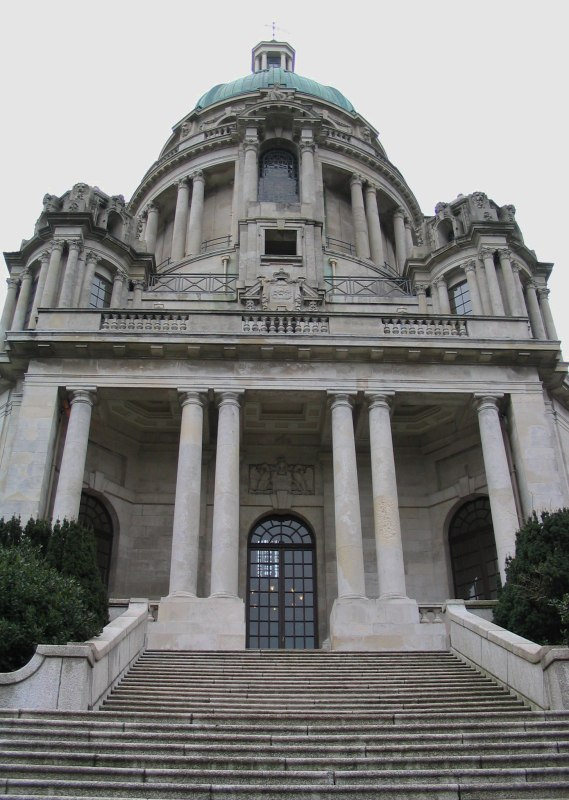
アシュトン・メモリアル

ランカスターでは、飼料、テキスタイル、化学工業品、家畜生産、製紙、合成繊維、農業機械、牽引自動車、鉱物繊維などが生産される。近年、情報工学と電気通信分野の会社が市で出資している。
最近まで、ランカスターにはリーボックのヨーロッパ本部が置かれていた。リーボックがアディダスに合併・吸収されると、その管理部門はボルトンやストックポートへ移された。

## 地理
ランカスターはランカシャー内で最北の都市である。ランカスターから3マイル内陸にはモアカム湾がある。

## 交通
ランカスター東部をM6自動車道が通る。また鉄道ウェスト・コースト本線がランカスター駅を通る。ランカスター水路とルーン川が市内を流れる。

## 教育
- ランカスター大学 - 1964年創立。約17,000人の学生が学ぶ。
- カンブリア大学 - 2007年8月創立。前身はセント・マーティンズ・カレッジ。メイン・キャンパスはカーライルにある。

## スポーツ
- ランカスター・シティーF.C.

## みどころ
- ランカスター城
- ランカスター小修道院
- ランカスター・シティー美術館
- ルーン・ミレニアム橋
- ウィリアムソン公園
- アシュトン・メモリアル
- バタフライ・ハウス
- ランカスター大聖堂
- ラスキン図書館
- ランカスター・グランド劇場

## 出身人物
- ウィリアム・ヒューウェル - 科学者
- エドワード・フランクランド - 科学者
- ジェームズ・ビーティー - サッカー選手
- ジョン・L・オースティン - 哲学者
- ジョン・リマー - 陸上競技選手
- ヘンリー・ギルピン - アメリカの政治家
- リチャード・オーウェン - 生物学者

## 姉妹都市
- ルブリン, ポーランド
- ヴィアナ・ド・カステロ, ポルトガル
- アルメレ, オランダ
- オールボー, デンマーク
- ペルピニャン, フランス
- レンツブルク, ドイツ